# Rp (digramme)
Cette page contient des caractères spéciaux ou non latins. S’ils s’affichent mal (▯, ?, etc.), consultez la page d’aide Unicode.
Pour les articles homonymes, voir RP.
Rp (minuscule rp) est un digramme de l'alphabet latin composé d'un R et d'un P.

## Linguistique
- En groenlandais, le digramme « rp » représente le son [pː].

## Représentation informatique
Comme la majorité des digrammes, il n'existe aucun encodage de Rp sous un seul signe, il est toujours réalisé en accolant un R et un P.